# Thutmose II
Thutmose II (... – 1479 a.C. circa) è stato un faraone egizio della XVIII dinastia.

## Biografia
Figlio di Thutmose I e di Mutnofret, una sposa secondaria del padre, divenne erede al trono dopo la morte dei due fratelli maggiori, Amenmose e Wadjmose. Allo scopo di rafforzare i suoi diritti sul trono sposò giovanissimo Hatshepsut sua sorellastra, che era figlia di Thutmose I e della Grande Sposa Reale Ahmose: il fatto di essere figlia del Faraone e della Regina d'Egitto, anziché di una sposa secondaria come fu per Thutmose II, conferiva infatti ad Hatshepsut una più piena regalità. Comunque fu un'altra sposa, Iside, a dargli l'erede al trono Thutmose III, mentre da Hatshepsut ebbe la principessa Neferura, che forse divenne una delle mogli di Thutmose III.
La durata del suo regno è controversa. Alcuni autori tendono ad attribuirgli 3 anni di regno invece dei 18 riportati dagli epitomatori di Manetone, peraltro soggetti a frequenti errori cronologici. Lo stesso Manetone si riferisce a Thutmose II chiamandolo Chebron, chiara corruzione greca del nome regale di questo monarca, Aakheperenra ("Grande è l'immagine di Ra.")
Per quanto riguarda le sue imprese militari sappiamo che nel 1º anno di regno dovette affrontare una rivolta nella Nubia, completamente soggiogata da Thutmose I, dove inviò il viceré Seni anziché guidare di persona le truppe (Thutmose doveva infatti essere troppo giovane). Le pitture murali della tomba dell'ufficiale Ahmose Pennekhebet (la cui autobiografia, inscritta appunto sui muri della sua sepoltura, è una fonte importante per la storia d'Egitto da Ahmose I a Thutmose III) riportano anche di una spedizione in Medio Oriente contro i nomadi Shasu.
Resti di suoi edifici si trovano ad Elefantina e Karnak oltre che in varie località della Nubia. Non conosciamo il luogo in cui questo sovrano venne sepolto ai suoi tempi; la tomba KV42 nella Valle dei Re non risulta essere stata completata per l'utilizzo da parte del Sovrano.

### La tomba
Il 19 febbraio 2025 il Ministero del Turismo e delle Antichità egiziano ha annunciato che una delegazione congiunta britannico-egiziana aveva scoperto la camera funeraria di Thutmose II nei pressi della Valle dei Re sulla riva ovest di Luxor. Si tratta del secondo ritrovamento di una camera funeraria reale dopo quella della tomba di Tutankhamon nel 1922.
Un articolo del 20 febbraio 2025 di Euronews ha affermato che la tomba recentemente rinvenuta vicino a Luxor è stata opera di un team congiunto di archeologi britannici ed egiziani guidato dal dottor Piers Litherland; la tomba era nascosta in uno uadi occidentale della Valle dei Re. I lavori per gli scavi della tomba, nota come C4, erano iniziati già nel 2022, dopo che fu ritrovato un ingresso. Subito si ipotizzò che la tomba fosse di una moglie di un faraone, poiché era situata sia nei pressi di quella di Hatshepsut sia di quella di Thutmose III. 
Finora il luogo di sepoltura originale di Thutmose II era rimasto un mistero. Mentre i suoi resti mummificati sono stati scoperti duecento anni fa nel nascondiglio di Deir el-Bahari, sopra il Tempio mortuario di Hatshepsut, l'ubicazione della sua tomba si è persa nei meandri della storia.
Mohamed Ismail Khaled, segretario generale della Consiglio supremo delle Antichità egiziane, ha dichiarato in un comunicato che la scoperta è «una delle più significative scoperte archeologiche degli ultimi anni».
Individuata per la prima volta nel 2022, «si pensava inizialmente che la tomba appartenesse a una delle mogli reali» della dinastia thutmoside, faraoni che governarono l'Antico Egitto durante il XVI, XV e XIV secolo a.C. Tuttavia, ha spiegato Khaled, le prove archeologiche hanno dimostrato che la tomba era il luogo di riposo di Thutmose II, morto intorno al 1479 a.C. dopo un regno relativamente breve.
Anche la mummia di Thutmose II, come molte altre, fu rinvenuta dagli egittologi Maspero e Brugsch, nel 1881, nel nascondiglio di Deir el-Bahari, tomba DB320, dove venne nascosta dai sacerdoti di Amon nel 10º anno (975 a.C. circa) di regno del faraone Siamon per preservarla dai saccheggiatori che nei secoli razziarono la Valle dei Re. La sua mummia fu sbendata da Maspero stesso il 1º luglio 1886, e fin da subito fu notata una certa somiglianza del viso di Thutmose II con quello di suo padre Thutmose I; per il resto, la sua salma fu brutalmente danneggiata dai razziatori in cerca degli amuleti preziosi: il braccio sinistro è rotto, con l'avambraccio separato di netto, il braccio destro troncato all'altezza del gomito, e addome e petto presentano vari colpi di ascia, e pure la gamba destra risulta mozzata. Le analisi sulla mummia hanno rilevato che Thutmose II morì giovane, tra i 25 e 30 anni, di una malattia che lasciò il corpo deperito e ricoperto di chiazze e cicatrici, confermando così, almeno indirettamente, le ipotesi sulla breve durata del suo regno.
Il 3 aprile 2021 la sua mummia è stata traslata con la Parata d'oro dei faraoni dal vecchio Museo Egizio al nuovo Museo nazionale della Civiltà egiziana.

## Liste Reali
| N5 | O29 | L1 | n |

| N5 | O29 | L1 | n |

| N5 | O29 | L1 | n |

| N5 | O29 | L1 | n |

| N5 | O29 | L1 | n |

| N5 | O29 | L1 | n |

| N5 | O29 | L1 | n |

| N5 | O29 | L1 | n |

| N5 | O29 | L1 | n |

| N5 | O29 | L1 | n |

| N5 | O29 | L1 | n |

| N5 | O29 | L1 | n |

| N5 | O29 | L1 | n |

| N5 | O29 | L1 | n |

| N5 | O29 | L1 | n |

| N5 | O29 | L1 | n |

## Titolatura
| G5 |

| G5 |

| E1 | D40 | wsr | s | F9 · F9 |

| E1 | D40 | wsr | s | F9 · F9 |

| E1 | D40 | wsr | s | F9 · F9 |

| E1 | D40 | wsr | s | F9 · F9 |

| E1 | D40 | wsr | s | F9 · F9 |

| E1 | D40 | wsr | s | F9 · F9 |

| E1 | D40 | wsr | s | F9 · F9 |

| E1 | D40 | wsr | s | F9 · F9 |

| G16 |

| G16 |

| R8 | M23 | i | i | t · Y1 |

| R8 | M23 | i | i | t · Y1 |

| G8 |

| G8 |

| S42 | L1 | G43 | Y1 · Z2 |

| S42 | L1 | G43 | Y1 · Z2 |

| M23 · X1 | L2 · X1 |

| M23 · X1 | L2 · X1 |

| N5 | O29 | L1 | n |

| N5 | O29 | L1 | n |

| N5 | O29 | L1 | n |

| N5 | O29 | L1 | n |

| N5 | O29 | L1 | n |

| N5 | O29 | L1 | n |

| N5 | O29 | L1 | n |

| N5 | O29 | L1 | n |

| G39 | N5 |

| G39 | N5 |

| G26 | F31 | s |

| G26 | F31 | s |

| G26 | F31 | s |

| G26 | F31 | s |

| G26 | F31 | s |

| G26 | F31 | s |

| G26 | F31 | s |

| G26 | F31 | s |